# 大富豪
大富豪（だいふごう）、もしくは大貧民（だいひんみん）は、複数人で遊ぶトランプゲームの1つ。カードを全てのプレイヤーに均等に配り、手持ちのカードを順番に場に出して早く手札を無くすことを競うゲームである。
海外の類似したゲームとして「争上游」「闘地主」「鋤大D」「ティエン・レン」「大統領」「グレートダルムチ」「ティチュ」「アーシュロッホ」などが存在する。

## ジャンル
ストップ系のゲーム（＝ルールに従って場に手札を出し、早く手札をなくすことを競うゲーム）である。

## 概要
一般的に4~6人程度でプレイするのに適しているが、7人以上や2人でもルール次第ではプレイ可能である。前回順位が次ゲーム開始時の有利不利に影響する（一度負けると簡単に地位を覆せない）点が特徴で、勝者をより有利にするゲーム性から「大富豪」という俗称が付いた。他にローカルルール（地方ルール）が数多く存在することも大きな特徴であり、カード交換時の条件、特殊な効果を持つカードの設定、及び特定条件を満たすことによる順位・カード価値の総交代などが存在する。こうしたローカルルールはゲームに変化を付けたり、カード交換を行うといったゲームの性格上から上位のプレイヤーが勝ち続けることを抑制したりする効果がある。

## 呼称
主に大富豪あるいは大貧民と称され、他にど貧民、階級闘争、人生ゲームとされることもある。関東圏では「大貧民」、関西圏では「大富豪」や「ド貧民」と呼ぶ傾向が存在するという説もある。
ど貧民という呼称は関西圏で見られる呼称で、大貧民を俗な言い方に置き換えたものと考えられる。階級闘争については作家の三田誠広によると学生運動が下火になった時期、運動を離れた学生の間で親しまれていたという。ごく稀に人生ゲームと呼ばれることもある。同様にゲームで使用される用語についても複数の場合が存在している。本項では特に必要でない限り、便宜上一つの呼称に統一して記述する。
- ゲーム名 - 大富豪
- 階級 - 最高階級から順に大富豪、富豪、平民、貧民、大貧民

## ルール

### 基本ルール
基本ルールでは、ゲームの進行のみ記載する。
1. 1組全てのカードをプレイヤー全員に均等に配る。通常はジョーカーを1枚含めてプレイする。カードは特に人数が多い場合などでは2組以上を同時に使うこともある。
2. ゲームは3♠(地域によっては3♦)から始める（一戦目に限る）。最初の親が手札から最初のカードを出し、以降順番に次のプレイヤーがカードを出し重ねていく。
3. カードには強さがあり、弱い順に3,4,5,6,7,8,9,10,J,Q,K,A,2とされる（ジョーカーは革命の影響を受けず、通常時は2よりも、革命時は3よりも強いカードとして用いることができる）。
4. 次のプレイヤーは、現在の場札のカードより強いカードしか出すことができない（例：場札…9→手札から場札…9より強いカード）。
5. 出せるカードがない時、もしくは戦略上出したくない時（例：手札にある強いカードはゲーム後半まで温存しておきたい、など）にはパスが許される。また、基本的にパスの回数は制限されない。
6. 他のプレイヤー全員がパスし、再び場にあるカードを出したプレイヤーまで順番が回ってきたらそのプレイヤーは親になる。このとき、場にあるカードは流され（場から退けられ）、親は手札から好きなカードが出せる。
7. 親は複数枚の同じ数字のカードを合わせて出すことができる（例：4のペア（4♠ 4♣）や10のスリーカード（10♣ 10♦ 10♥）など）。複数枚カードが出ている場合、プレイヤーはその数字より強いカードを場と同数枚組みにして出さなければならない。例えば5が2枚出ている場合には6以上のカードから同じ数字のペアを出す必要がある。ジョーカーを用いる場合には組み合わせて（例：「7を1枚とジョーカーを1枚」を「7を2枚」の代わりとして）出すこともできる（ただし、その場合ジョーカーは出したもう片方の数字と同じカードとして扱われるため、最強のカードではなくなる）。
8. 以上を繰り返し、一番早く上がったプレイヤーが大富豪となり、以降上がった順に富豪、平民、貧民、大貧民と階級がつく。参加人数に応じて階級の種類は増減する。詳しくは「階級」を参照。
9. 第2ゲーム以降は、カードが全て配られゲームが開始する前に、大貧民と大富豪、貧民と富豪のプレイヤーがそれぞれ手札の中で最も強いカード（大貧民は2枚、貧民は1枚）と好きな（必要のない）カード（大富豪は2枚、富豪は1枚）を交換する（連盟用語では献上。他に税金、搾取などとも呼ぶ）。また、ジョーカーは交換しなくてもよいというルールもある。
10. 最も低い階級の人を親として次のゲームを始める。

2人でプレイする場合、上記のルールをそのまま適用し1組全てのカードを配ると、自分のカードから相手プレイヤーのカードを把握でき戦略性に欠けることとなるため、特殊なルールが使用される。一例としては3・4・5・J・Q・K・A・2各4枚とジョーカー1枚の計33枚のみを使用し、プレイヤーには13枚ずつを配り、残り7枚は伏せて場に置くことで手持ちのカードから相手のカードを類推することを難しくするというものがある。
更に枚数を制限し、手札を3～7枚の任意で開始するものも。
派生として、手番中に余った山札をドローして手札に加えられるルールも存在する。

#### 階級
2ゲーム目以降にプレイヤーに与えられる階級である。大富豪、平民、大貧民などを使うのが一般的である。またパロディ版として会社やヤクザ、警察、軍隊、病院などにおける序列になぞらえてプレイされることもある。
その場合には最下位の者（通常の大貧民にあたる）は他の下位に比べ、かなり屈辱的な称号にされることが多い。
3人
最上位 - 富豪など
2位 - 平民
最下位 - 貧民など
後述するローカルルール文面に階級名が書かれてあるものは、その階級名を書き換える。
- 文章に『大富豪』と書かれてあればそれを『富豪』に置き換える。
- 『富豪』または『貧民』は無視。
- 『大貧民』は『貧民』に置き換え。

4人
最上位 - 大富豪など
2位 - 富豪
3位 - 貧民
最下位 - 大貧民（ど貧民）奴隷、家畜、乞食など
5人
最上位 - 大富豪など
2位 - 富豪
3位 - 平民
4位 - 貧民
最下位 - 大貧民（ど貧民）など
6人以上
6人以上増えた人数の分だけ、間の平民を増やす。
9人の場合の例として、大富豪、富豪、平民、貧民、大貧民（平民は5人）。
ただし、ローカルルールなどで独自の呼称が増える場合もある。交換するカードの枚数も、階級に応じて増えることになる。
9人の場合の例として、神様、王様、大富豪、富豪、平民、貧民、大貧民、奴隷、獣畜。
3枚以上の交換を行う場合、後述するローカルルール文面に階級名が書かれてあるものは、その階級名を書き換える。例えば7人で3枚交換をする場合、
- 『大富豪』は『王様』に置き換え。
- 『富豪』は『大富豪』に置き換え。
- 『貧民』は『大貧民』に置き換え。
- 『大貧民』は『奴隷』に置き換え。

この置き換えにより、例えば後述する都落ちは、『王様が次のゲームでトップで上がることができなかった場合、その次のゲームでは無条件で奴隷に転落する。』に自動変更される。

#### 領域
カードやその他の物品が存在する場所のこと。後述する採用ローカルルールに合わせて、領域を増設・削減してもよい。
手札
各プレイヤーの持ち札の場所。相手プレイヤーのカード表面は非公開情報だが、枚数は公開情報である。
場
手札から出したカードが置かれる場所。概ね卓上の中心にある公開情報。
捨て山(墓地・河)
場が流れた際のカードの行き先。あるいは何らかの効果により手札から捨てられたカードを置く場所。名目上、非公開情報となっている。
山札
未使用カードの束。2人用等で特殊な遊び方をする際に用いられる。非公開情報。
ゲーム外部
ゲームで用いないとされたカードが置かれる場所。捨て山とは異なる。公開情報と非公開情報に分類される。

#### 手番の構成
プレイヤーに毎巡与えられる手番は以下の段階に分けられ、原則この順番をもって行われる。ローカルルールによっては段階が増設・削減・順序入れ替えされることがある。
手番開始
一人のプレイヤーに手番が与えられ始めた瞬間。制限時間のあるルールではこの時点で計時が始まる。
行動選択
カードを出すかパスするかを選んで実行する。
効果処理
先程の行動の結果によって生じた効果を処理し、可能であれば全てを解決する。
複数個の効果を処理する際は、予め定められた序列に基づいて解決される。
手番終了
プレイヤーが手番を放棄した瞬間。制限時間の計時はここで終わり、次の番のプレイヤーに手番を渡す。

### ローカルルール
このゲームは比較的歴史が浅いためか、地方によって多数のアレンジされたルールが存在する。一般にこれをローカルルール（地方ルール）と呼ぶ。ローカルルールとは言っても、かなり広い地域に広まり一般化してきているルールもある。ただしトランプゲームの遊び方を解説した書籍では紙面の都合などからローカルルールに関して細かく扱われることはほとんどない。
どのローカルルールを採用するかによって戦略も大きく左右される。出身地方が違う者が集まってこのゲームを行う場合や、ルールの好き嫌いがある場合は、お互い最初にルールを明文化する必要がある。
ローカルルールの中には同時に採用することができないものや、別のローカルルールを採用していることが前提となっているものもある。また異なるルールが同じ名称で呼ばれることもあるため、その点にも留意する必要がある。

#### ゲームの進行方法に関するもの
基本ルールで述べた部分のみでも例えば次のような点でルールの解釈において細かい部分に差異が生じる可能性がある。ローカルルールの細かい運用まで踏み込むとさらに複雑になる。
親の決め方
ランク付けされていない1回戦において最初の親をディーラーの左隣の者とするのか、じゃんけんなどでランダムに決めるのか、特定のカードを持っている者（3♠、3♦など）とするのかを決めておく。特定のカードで親を決める場合、始めに出すカードはその特定のカードを含めねばならない場合がある。
2回戦以降は大貧民など特定の階級から始めるのか、最初の親の決め方同様にするか。
カードの端数
配るカードの枚数に端数が出た場合の扱いをどうするか。一例は以下の通り。
- 初回の場合、ディーラーからゲームの進行順に、端数と同じ人数にだけ1枚ずつ端数分を配る。単にゲームの進行順に、配るカードがなくなるまで配り続けると考えればよい。
- 2回目以降の場合、階級が下のプレイヤーから順番に、端数と同じ人数にだけ1枚ずつ端数分を配る（あるいは、初回と同様にする）。
- 予めデッキの枚数を人数の倍数になるまで無作為にゲームから除外する(ブラインドカード)。

ジョーカーの扱い
デッキ投入枚数
ジョーカーをデッキに入れる枚数を0~2枚の範囲で選ぶ。
代用カードの効果の付与
効果を持つ数字が採用されたルールの時、ジョーカーでその数字を代用した際に効果を持たせるか。
交換対象
カード交換時の対象外とするか。そうした場合、貧民側はジョーカーを渡す義務はないが、富豪側はそれを渡す権利も無い。
スートの選択
ジョーカーを出した時、同時に出したカードやそれまでの場札の状況によって、ジョーカーが持つスートをどのように決定するか。
実物のトランプではジョーカーを出した時に、可能であれば以下のルールによってスートを選べる。ただし、非合法となるスートは選べない。
無色
「階段」（→4♥ 5♥ 6♥のように、同じスートで3枚以上の連続した数字の組を意味する。後述の「カードの出し方に関するもの」の「シークエンス（階段、連番）」を参照。）に含めた時や縛りが起きている時を除いて、ジョーカーは常にスペード、ハート、ダイヤ、クラブの何れでも無いスートを持つ。
4色
ジョーカーを出した時、必ず4つのスートから任意の1つを選ぶ。
5色
4つのスートに加えて無色を含めた5つのスートの中から選ぶ。
オンラインゲームではジョーカーを出した瞬間、その持ち主の手番が即座に終わるものがほとんどで、プレイヤーにはスートを選ぶ権利が無い。ジャッジを務める自動プログラムが独自のアルゴリズムでスートを決定する。概ね以下の傾向がある。
- 手札にあるジョーカーは無色である。
- ジョーカーのみの場札は無色である。
- ジョーカー+その他のカード1枚を出した時は、無色のスートを持つその数字に変わる。
- 階段に含まれたジョーカーは、その階段と同じスートに変わる。
- スート縛りが起きた時に出されたジョーカーは、縛られたスートと同じスートを持つ。
- スート縛りを起こすことはできない。
- エンペラーに含まれたジョーカーは、他の3枚が持たないスートに変わる。

数字の選択
ジョーカーを何らかの数字と共に出した際に、その数字を指定できるか否か。例えば、5♠ 6♠ジョーカーを出した時、このジョーカーは4♠か7♠のどちらにするかを選べるかどうか。
公式ルールではこの選択が可能である。
一方でオンラインゲームでこの選択ができる業者はほとんど存在しない。ジョーカーに用いた数字は自動的にカードを出す時点でのできる限り強い数字に変わったり、あるいは手札のカードを減らせる効果等プレイヤーにとって有益な数字に変わるなど、融通が利かないサービスが多い。
例1:4♥ 5♥ 6♥ジョーカーが手札にあり階段革命を起こしたい。プレイヤーの考えではできれば場を流したいのでジョーカー=3♥になってほしいと思ったが、手札からカードを出す時点では革命が起きていないため、プログラムが勝手に現時点での強い方の数字である7♥として扱ってしまう。
例2:9♣ 10♣ J♣ジョーカーが手札にある。ルールでは8切り/Jバック/Qボンバーを採用している。手札を減らすよりも場を流したいという場面でこれら4枚を出したら、Jバックのみ発生（原因は、本物の8♣ Q♣を持っていないから）。
例3:K♦とジョーカーを2枚持っている。親で場を流したいがためにジョーカー×2=A♦ 2♦の階段扱いでこれら3枚を出したつもりが、無色のKに変わってしまい場を流せなくなった。
パスに関するルール
場にカードがある場合
戦術上出せるカードがあってもパスし、同じ場で再度ターンが回ってきた場合にカードを出すことを許可するかどうか。
許可されない場合は強制的にパスとなる。
場にカードがない場合(親のパス)
親になった時にパスができるかどうか。
何度も同じ手が繰り返されて、ゲームが永久に終わらない事態(千日手)が生じたらどうするか。大富豪においては親のパスを許容するかどうかが問われる。
親でのパスはほとんどの場合、攻略上無意味な行為になることが多いが、オフでの遊戯はそれが可能だったり、制限時間が設定されていなかったりして、そもそもカードを出す義務も無かったりする。
オンラインゲームでは、大半の業者が親でのパスができない作りになっていて、加えて制限時間も設けられているため、タイムオーバーの際に親の手札から勝手にその時点での最弱のカードを出す等、膠着防止の策が存在する。
公式ルールでは、全員が親でパスした際の2巡目の最初の親はカードを出す義務を負う。
誰かが上がったときの場の扱い
上がった後に札を流すか、そのまま場のカードとして残してゲームを続けるか。札を流す場合、上がった次のプレイヤーが親となる。
席替え
2回目以降、プレイヤーの席順をどのように並べ替えるか。
固定
1回目の席順をそのまま引き継ぐ。
無作為化
籤等の抽選で席を決める。
昇順
時計回りに低い階級から並び替える。
降順
時計回りに高い階級から並び替える。
マッチの終了条件
1ゲームを終了する毎にプレイヤーに得失点を与える場合、以下の2点のうちどれを採用するか。
- 累計点が定められた値に達したプレイヤーが現れるまで続け、そのプレイヤーをマッチの勝者とする。
- 定められたゲーム数を行ったら終了し、合計得点が最も多いプレイヤーをマッチの勝者とする。

同時多発イベントの解決順序
出したカードの内容によっては、複数のイベントが発生するケースが考えられる。これは、どのイベントから順番に解決していくかの取り決めである。以下に例を示す。
- 後述する革命と、2での禁止上がりを採用していて、3の4枚組で上がった人を反則負けにするかどうか。
- 9 10 J Qの階段を出して残りの手札が2枚になったところ、革命、9リバース、10捨て、Jバック、Qボンバーが同時に発生した。さらに10捨てでの禁止上がりも採用されている設定であるとき…
  - Qボンバーで手札を捨てる順番が時計回りか、それとも反時計回りか?
  - 10捨てを行ってからQボンバーでのコールを行うのか、またはその逆の順番か?
  - 先に革命の効果で数字の強さを逆にしてからまたJバックで逆にするのか、反対に逆順のイベントで数字の強さを変更するのか？

何れも『どの効果から先に解決していくか』の正解は存在しない。実物のトランプでの試合ではこの取り決めを省略するのが普通である。
一方、ゲームアプリではこういった稀なケースを想定して、厳密な意味で同時ではなく別々に一定の法則に従ってイベントが解決されていく。この裁定はアプリ開発者が独断で決めており、原則公にしていない。
前者の例であれば、革命を先に解決してから反則負けの判定を行う仕様だと、反則の判定をしている時点で既に革命が発生していると見なされ、そのプレイヤーは反則負けになる。
後者の場合、例えば革命→9リバース→10捨て→Jバック→Qボンバー→禁止上がりの順で解決する仕様であれば
1. まず革命が発生するので、3＞2の強さになる。
2. 9リバースが発生し、席順が反時計回りになる。
3. 10捨てで2枚ある手札が残り1枚になる。
4. Jバックが発生し、次に場が流れるまでは3＜2の強さになる。
5. Qボンバーが発生し、残り1枚の手札と同じ数字をコールする。持ち主から先に反時計回り順に各プレイヤーは指示されたカードを捨てる。
6. 禁止上がりの確認が入る。手札が0枚になった要因が10捨てではなくQボンバーであるため、禁止上がりとは見なされない。

といった裁定になる。
割り込み（状況起因処理）
ゲーム中に特定の状況が発生した際に発生する処理のこと。これはカードに付与された効果が持つ処理ではなく、ルールによる処理である。
割り込み可能と分類されたイベントは、前述した同時多発イベントの解決順序を無視し、優先して処理される。
ルール設定ではどんなイベントも割り込みに分類してよいが、その中で同時多発しうるイベントは全てに序列を定める。
以下は割り込まれることがあるイベントの一例。
- 手札がなくなったプレイヤーはゲームに勝利する。または禁止上がりの判定が行われ、勝敗が決まる。
- 富豪以下のプレイヤーの手札がなくなったら、都落ちが発生する。
- 場が流れた時、縛りの効果が終了する。
- 場が流れた時、11バックの効果が終了する。
- 時間切れのプレイヤーはパスになる。

上記のイベントのうち、どれを割り込みに分類するかで勝敗の判定が異なる場合がある。
- 例えば、禁止上がりを採用していてそれを割り込み可とすると、解決順は禁止上がり→都落ちとなる。もしも富豪がジョーカーで上がったとしたら、手札が無くなったことを理由に禁止上がりの判定が行われ、その結果富豪は次回大貧民。次に富豪の手札が無くなったことを理由に都落ちが発生するので、大富豪は次回は貧民となる。
- 逆に都落ちを割り込み可にしたら、解決順は都落ち→禁止上がりとなる。同様に富豪がジョーカーで上がると、都落ちが優先して解決されるので大富豪は次回は大貧民。その後の禁止上がりの判定で富豪は次回は貧民となる。

制限時間
実物のトランプを用いた遊戯では通常この取り決めは行われない。
一方でオンラインゲームや公式大会等では遅延行為を抑止する目的で、プレイヤーに手番が来るたびに計時する仕様がある。以下のうち何れかの方式を採用して行われる。
- 秒読み制 - 手番が来たプレイヤーは一定時間以内に行動を選択する。経過するとパスの扱いになる。プレイヤーの手番開始時に制限時間が設定した秒数まで回復する。
- 持ち時間制 - 各プレイヤーにはそれぞれ均等な持ち時間が与えられる。手番が来ると持ち時間を消費し、手番を終えてもそれは回復しない。持ち時間を全て失ったプレイヤーはゲーム終了時まで秒読みになる。

ブラックセブン
革命中の7♠と7♣は3よりも強いが、ジョーカーよりは弱い。以下、特に断りが無い限り革命中として説明する。
レッドセブンと併用不可。
革命時、7♠と7♣のペアは3のペアよりも強いが、ジョーカーのペアよりは弱い。
赤いスートと黒いスートが混じった7のペアは本来の7としての強さを持つ。
Jバック中ではQ～2に対してこれを出せる。
革命中に階段の中に黒の7を組み入れてはならない。逆に通常時は階段の中に黒の7を組み入れて出せる。また、3と7を繋げた組み合わせは出せない。（例:3♠ 4♠ 7♠はNG）
これで上がっても反則ではない。
何らかの効果で『最強のカードを～』等の文言を含む指示があった場合、ジョーカーに次ぐ優先度でこれらを指す。
このルールは7♠や7♣を出した時に発生する効果ではなく、ゲームの間常に働きかける効果である。故に後述するオーメンで失効しない。
レッドセブン
通常時の7♥と7♦は2よりも強いが、ジョーカーよりは弱い。以下、特に断りが無い限り通常時として説明する。
ブラックセブンと併用不可。
通常時、7♥と7♦のペアは2のペアよりも強いが、ジョーカーのペアよりは弱い。
赤いスートと黒いスートが混じった7のペアは本来の7としての強さを持つ。
Jバック中では3～6に対してこれを出せる。
通常時に階段の中に赤の7を組み入れてはならない。逆に革命中は階段の中に赤の7を組み入れて出せる。また、2と7を繋げた組み合わせは出せない。（例:A♥・2♥・7♥はNG）
貧民側が交換で渡す優先度は2よりも劣後する。
これで上がっても反則ではない。
何らかの効果で『最強のカードを～』等の文言を含む指示があった場合、ジョーカーに次ぐ優先度でこれらを指す。
このルールは7♥や7♦を出した時に発生する効果ではなく、ゲームの間常に働きかける効果である。故に後述するオーメンで失効しない。

#### 特別な勝敗条件
禁止上がり(反則上がり)
強いカードである2（マーク問わず、革命中は3）やジョーカー、最も弱い3（マーク問わず、革命中は2）を含めて上がったり、3♠（スペ3ルール適用時）や8（8切りルール適用時）、11（11バックルール適用時）など強力な効果を持つカードで上がったりすることを反則として禁止するルールである。この場合、次のゲームで大貧民となる。なお、禁止上がりが2人以上いた場合、一番先に禁止上がりをしたプレイヤーが大貧民となり、それ以降最下位から徐々に一つずつ順位が上がる。
2での上がりを禁じており、かつ革命も採用しているとなれば、2(あるいは3)の4枚組で上がると反則か否か判定は以下のABのうち何れか一方を採用する。なお、革命返しが遅延方式である場合、強制的にAを採用する。
- A.革命が起きていない時に2の4枚組で上がったら反則とするならば、革命が起きている時に3の4枚組で上がると反則である。
- B.革命が起きていない時に3の4枚組で上がったら反則とするならば、革命が起きている時に2の4枚組で上がると反則である。

都落ち
大富豪が次のゲームでトップで上がることができなかった場合、その次のゲームでは無条件で大貧民に転落する。それに加えて、次のゲームでは最初の親になれない。大富豪はゲームを継続するかどうか（参加を無意味とするかどうか）、または都落ちが確定した時点で手札を公開しゲームから抜けるかどうかに関しても解釈が異なる可能性がある。また、前述の禁止上がりを採用している場合、都落ちした大富豪と反則を犯して上がったプレイヤーのどちらが大貧民となるかに関しても複数のルールが存在する。
大富豪の都落ちが確定してもゲームに継続参加させる場合、以下の方法で参加に意味を持たせることがある（敗戦処理と呼ばれる）。
- 都落ちが確定したプレイヤーより先に上がった全てのプレイヤーは、次回大貧民と1枚ずつ追加でカードを交換してもらうことができる。賠償金、都税と呼ばれる。
- 点数制の場合、単に上がるのが遅いほど点数がマイナスされる。

下克上（階級革命）
大貧民がトップで上がった時点でそのゲームは終了し、次のゲームでは全員の階級が逆になる。すなわち、大富豪が大貧民に、富豪が貧民に、貧民が富豪に、大貧民が大富豪になる（平民は平民のまま）。秋本治の漫画『こちら葛飾区亀有公園前派出所』105巻では単に「革命」となっていたが、秋本は一般的な（カードの強弱が逆になる）「革命」を当該話執筆時点では知らなかったと思しきことが同作品で再び大富豪をはじめとしたトランプゲームが扱われた際の記述から分かる。
都落ちと併用している場合に下剋上が発生したら、都落ちはキャンセルされる。
京落ち
大富豪が1着で上がった際に、富豪は手札を捨て山へ移し、次回のゲームでは大貧民になる。ただしこれは都落ちを採用していた場合の話であり、それが不採用であれば富豪を除くプレイヤーが1着で上がった場合は全て、富豪はゲームに敗北する。
どかん
場に出ている全てのカードと自分の持っているカードの合計値が同じである時、ゲームに勝利する。
プレイヤーがカードを出す度に、各プレイヤーはどかん成立のチェックを最優先で行う。そうした後でカードが持つ特殊な効果を解決する。そのため現在進行以外のプレイヤーがこの方法でゲームに勝利するケースも起こり得る。
数字はカードの額面通りの値で扱う。ジョーカーはそれのみも含め、何らかの数字と混ぜた手で出されていても、一律0として扱う。
ギロチン時計とは併用出来ない。
この方法で勝利したプレイヤーが現れても、都落ち・京落ち等の誰かが上がった事に起因する特別な敗北条件を発生させない。
この方法で複数のプレイヤーが成立させた場合、それらは上がったものと見做すが、現在進行に近い席のプレイヤーから順により高い着順とする。
ギロチン時計
n回目にパスしたプレイヤーはゲームに敗北し、次回は大貧民になる。
nの値は大貧民がカード交換後に設定し、何れかのプレイヤーがパスする度にカウンターが減る。
10≦n≦50の範囲内で決める。
どかんとは併用出来ない。
モノポリー
カード交換終了時から先手番開始前までの時間に13枚組のシークエンスを持つ者はそれを公に見せてもよい。
提示した者はそのゲームに勝利する。これが複数名いる場合、このイベントをキャンセルする。
このシークエンスにジョーカーを用いてはならない。
『独占』の意があり、1つのスートを独占していることが由来。
このルールをかつて採用していたNEXONではエンペラーと等差数列も併用しており、そこでは12種類の数字で組まれたエンペラー3組と、それらと重複しない適当な数字1枚の計13枚を提示しても有効だった。そのため、配信されていた当時では極めて高い頻度でモノポリーが発生していた。
先手番の開始時以降に手札以外の領域からカードを拾ったり貰ったり等して、13枚組のシークエンスを組んだ場合はモノポリーとして認められない。
テポドン
手札に同数のカード4枚が揃い、かつ、ジョーカーも2枚全て手札にある時、そのプレイヤーは以上の6枚を出した時点で上がることができる。いわゆる「テポドンの発動」。
ただし、参加するプレイヤーが多ければ多いほどカードが揃うことは難しく、総じて極めて成功率は低い。
革命が採用されていなくても、革命と同じ効果も発生する。

#### カードの交換に関するもの
カードの交換方法
以下の2点のうちのどちらを採用するか。
- まず貧民側がカードを渡してから、次に富豪側がカードを選んで渡す。この時、富豪側は貧民側に返品できるか否か。
- 全員が同時に渡すカードを選び、その後で各自が同時に交換相手から受け取る。

脱税
大貧民や貧民が最も強いカード（大富豪や富豪に渡さなければならないカード）以外のカードを渡すルール違反を脱税と呼ぶ。脱税が発覚した場合、以下のいずれかの処分をする。
- 脱税が発覚したプレイヤーをゲームから外し、次のゲームでは強制的に大貧民とする。
- ゲームそのものを無効とし、ゲーム開始時点での階級でカードを配るところからやり直す（都落ちを狙った意図的な脱税や、手札を明かして脱税を証明した場合にそのプレイヤーが不利になることを防ぐため）。

脱税を行ったプレイヤーには、次のゲームで脱税していないことの証明のために手札を公開する、次のゲームで交換する枚数が増える等の追加のペナルティが課せられることもある。なお、脱税の宣言は大貧民や貧民からカードを受け取った大富豪や富豪が行うのが普通だが、明確な証拠（強いカード2枚を渡したはずの大貧民がジョーカーを出した、等）があれば誰が宣言してもよい。
天変地異
カードを配られた時点で大貧民の手札が10以下のカードのみで構成されていた場合、大貧民は通常の交換を行う代わりに大富豪が持つ手札と全て交換する。これが生じた際に富豪⇔貧民間の交換は本来とは異なり行われない。
取引
平民が二人以上いるときは、同じ数字の異なるスートのカードを平民同士交換できる。(例5♦→5♠)
絶対王政
本来のカード交換を行う代わりに、プレイヤーが4名であれば、手札から富豪は1枚、貧民は2枚、大貧民は3枚の最強の数字を各々が大富豪に渡す。
大富豪は任意のカードを富豪に1枚、貧民に2枚、大貧民に3枚選んで渡す。
王政防衛
連続で大富豪になった者は、大貧民と交換するカードの枚数が1枚増える。
連続回数に1を加えた枚数を交換する。
但し交換すべき枚数が手札枚数を上回った場合、大富豪と大貧民のうち手札の少ない方の枚数を限度とする。
防衛
大富豪が大富豪を維持できた場合、次回は大貧民と交換するカードの枚数が1枚増える。
例外的に大貧民から大富豪になったプレイヤーも3枚交換する。更にそのゲームでも大富豪になれたら次回も3枚交換する。
独占禁止法
カード交換終了後、大富豪の手札に2とジョーカーが合わせて5枚以上ある時、大富豪は2を他のプレイヤーに1枚ずつ渡す。
他のプレイヤーは手札から任意のカードを1枚大富豪に渡す。
伏せ交換
貧民側プレイヤーは手札を数字の強さ順に並び替え、それを裏向きにして伏せた状態で富豪側に見せる。そこから富豪側は定められた枚数だけ任意の位置から抜き取り脇に置く。そうした後で富豪側は手札から任意のカードを貧民側へ渡し、脇に置いたカードを手札に加える。

#### 革命
ローカルルールの中では「8切り」とともに最も広く知られたものであり、同じ数字のカードを4枚以上出すことでジョーカーを除くカードの強さが逆に（3が最も強く、2が最も弱く）なる。再び革命（反革命、革命返し）が起きれば元に戻る。革命状態になる条件を満たしたカードを出した場合、そのプレイヤーが革命状態にするか革命状態にしないかを自由に選択できるというルールもある。
後述のシークエンスで出すことを認めている場合、同スートの連階級のカード4枚以上を同時に出すと革命状態となる「階段革命」が採用されることもある。
革命が起きた後、どのタイミングで革命が発効するかに関しても細かいルールの相違がある。例えば10が4枚で革命が起こされた場合、鎮圧する「革命返し」を（場が流れるまでは革命は有効でないとして）J以上の同じカード4枚で可能とするのか、（直ちに有効であるとして）9以下の4枚で可能とするのか解釈の差異が存在する。ただし革命が起きると無条件に場が流れるとするルールもある。
また極僅かの一部地方でのみ、革命が起きた際のカードの強さの順を、ジョーカーも含めて逆にすることがある(一般的なルールでは革命が起きても通常ジョーカーは最強で、強い順にジョーカー→3→4……2となるが、このルールでは強い順に3→4→5……ジョーカーとなりジョーカーが2よりも弱く最弱のカードとなる。このため、ジョーカーでも上がることができ、反則上がりは3と8のみとなる)。
さらに亜種として次のようなものがある。
クーデター
9を3枚出すことで革命を起こせる。この場合さらに6を3枚で革命を返すことができるとすることもある。
オーメン
6を3枚出すと革命を起こした上に、ゲーム終了時まで革命が起きなくなる。8切りやその他の特殊効果や縛りがゲーム終了時まで無効になる付帯効果がある。
ただし、今後カードを場に出した時に発生する効果のみ全てが無効になり、『パスした』『場が流れた』『誰かが上がった』等の状況に起因した処理は発生する。加えてカードの出し方や進行方法を制限する働きは無い。
宗教革命
Kを4枚出すと以降ジョーカーを除くカードの強さがQが最強となり、Aが最弱となる。さらに親が偶数を出したら子は偶数を、親が奇数であれば子も奇数しか出せなくなる付帯効果がある。
Kの3枚組にジョーカーを加えた形でも成立する。余った1枚のKはQよりも大きい数字として扱う。勿論子はKをJ以下の奇数のシングルに対してのみ出せるが、最強の数字を参照する効果に対してはQよりもKを優先する。
Kの4枚組は一般の革命の効果を失う。実質QよりもKの方が強い状態になるため、Kの4枚組よりも大きい数字が存在しないので、原則場が流れる。
レッドセブンがあれば赤い7はKよりも強い。これは奇数として扱う。
Aと2は額面通りの数字に変わる。
親がAを出せば、子は3以上の奇数を出す。
親が2を出せば、子は4以上の偶数を出す。
2上がり禁止があるのなら、2で上がると敗北する。
この状態で一般の革命が起きた場合、Aが最強でKが最弱に変わる。
ブラックセブンがあれば黒い7はAよりも強い。これも奇数として扱う。
ジョーカーは以下の仕様に変更される。
親がジョーカーのみの手を出した場合、子は全員パスを強いられる。(スペ3返し等を除く。)
子はいかなる場札に対しても、ジョーカーのみの手は出せない。
他の数字と混ぜて出す場合の変更は無い。
親が階段を出しても、子に奇数・偶数の制限は無い。
2と3が繋がった階段を出せるようになる。
KとAが繋がった階段は出せなくなる。
ナナサン革命
7を3枚出すと革命が起きる。
ジョーカー革命
ジョーカーを2枚出すと革命が起きる。
これを出して革命を起こした場合は3よりも強い数字の扱いで、逆に通常へ戻した場合は2よりも強い数字と見做す。
絶対革命
いわゆる「革命」の一種であり、5♠ 5♣ 5♥ 5♦ジョーカーのように、額面の数字と同じ枚数のカードを出すことによって起こすことができ、この革命が起こると、その数字が最強又は最弱になる。
例えば通常時に5が5枚の絶対革命が起こると、カードの強さは4が最強で続いて3・2・A・K・Qとつながっていき、5が最弱になる。しかし、この時すでに「5」にカードはすべて流れてしまっているため、実質的に最強は4、最弱は6になる。
革命中に4の4枚組で絶対革命が起きた場合、4＞5＞6＞…＞A＞2＞3の強弱関係に変わる。
絶対革命に用いた数字を跨ぐ階段は出せなくなるが、代わりに3と2が繋がった階段は出せるようになる。
2上がり禁止は額面通りのルールを引き継ぐ。
融合革命（重ね革命）
最新の場札と手番中のプレイヤーの手札にあるカードを組み合わせて革命の条件を満たす場合、革命が発生する。（例：場札に7を1枚出されている状態で、手番プレイヤーが7を2枚とジョーカー1枚を重ねることで革命となる。）
この方法で革命を起こしたプレイヤーは1ターン、元々の場札のオーナーは2ターン休む。
子が出せるカードは、それ自体が合法の組み合わせであり、かつ2人分の札からジョーカーを除いた札のみで見たときに合法である必要がある。また、元の場札と新しく出たカードの合計は4枚以上でなくてはならない。
場札がジョーカーであれば、子は3枚以上の組み合わせであればどんなカードでも出せる。
この方法でカードが出されたら、子は全員パスする。
以下に融合革命として非合法な手の例を挙げる。
階段革命を認めており、場札が7♠で、6♠ 8♠ 9♠といった、子が上乗せするカードが非合法では出せない。
階段革命を認めており、場札がJ♥で、Q♥ A♥ジョーカーといった、穴埋めする形でのジョーカーは出せない。
ナナサン革命が有りでも、場札の7のシングルに対して子は7のペアを出せない。クーデターも同様。
場札が3♣ 3♦ 3♥ジョーカーであるのに対して3♠を出せない。元の場札自体が革命の効果を持っている場合はこの方法でカードを出せない。
休みのプレイヤーがこの方法で休んだ後に場が流れた時、それが効果を用いずに場を流したのであれば、場札のオーナーの直前の子が親になる。
革命系の効果の他に別の効果も発生する類のルールは、子が融合で出したカードのみでないと発生しない。
場札の2のペアに2のペアを出しても大革命は起きない。
場札のKのシングルにKのトリオとジョーカーを出せば宗教革命が起きる。
超革命中にこの出し方は認められるが、革命の効果は無い。更に手番を休む効果もキャンセルされる。
革命上がり禁止の制限下でも、融合革命では上がりが免除されるルールもある。
他ルールに比べ革命が頻発するので、3や4など弱い手札を終盤まで残すなど戦略が大きく変わる。
追革
最新の場札がペアであり、自分がそれと同じ数字のペアを出すと、革命が発生する。
この方法でカードが出されたら、子は全員パスする。ジョーカーのペアすら出してはならない。
子は同数のカードにジョーカーを混ぜたペアをこの方法で出してはならない。
元の場札がジョーカーを含めたペアである場合、子は純正かつ同数のペアであれば出せる。
子はジョーカーのペアを出しても良いが、それは追革として扱われない。
超革命中にこの出し方は認められるが、革命の効果は無い。
超革命
そのゲームにおいて初めて5枚以上のカードで革命を起こすと、ゲーム終了時まで革命が起きなくなる。
但しJバックは発生する。
原則ゲーム終了時まで数字の強さを変更する効果と、それと抱き合わせで発生する効果の全て失効させる状態に変わる。
但し、特別なカードの出し方を用いて革命を起こす類のルールは、その変わった出し方のみを認める。
核爆弾
そのゲームにおいて初めて6枚以上のカードで革命を起こすと、ゲーム終了時まで革命が起きなくなる。他の働きは超革命と同じ。
革命流し
革命の効果を持つ場札に8が含まれていれば場を流す。8切りの効果を阻害する他のルールを採用していようと、その場札に対して子はカードを出せず、そもそも正規の手番が来ない。

#### カードの出し方に関するもの
シークエンス（階段、連番）
同じマークで数字が3枚以上続いているカードをまとめて出すことができる。2枚でも出せるとするルールもある。ただし、5,6,7の3枚を出した場合、次に6,7,8を出せる(場に出されているカードの強さと重複した組み合わせが出せる)か、あるいは8,9,10以上でないと出せない(場に出されているカードの強さを上回る組み合わせが出せる)かに関しては解釈に違いがある。
エンペラー
連続した4つの数字で、かつマークが全て異なる組み合わせのカードをまとめて出せる。(例：6♣ 7♥ 8♦ 9♠)
ジョーカー返し
ジョーカーを出した後に更に相手がジョーカーを出すことができる。
ダウンナンバー（下げ）
場に出ているカードと同じマークで1つ弱いカード（例：10♦なら9♦）を出すことができる。後述の縛りが同時に起こる場合、「逆縛り」と呼ばれる。
等差数列（跳びストレート）
シークエンスの亜種。同じマークで数字が3枚以上かつ、公差があればそれらのカードをまとめて出せる。{例：3♦ 5♦ 7♦(公差2)、5♠ 8♠ J♠ A♠(公差3)}
子は場札より強い数字かつ、同じ公差を持つ組み合わせを出せる。
子は親の最弱の数字よりも上回っており、親と同じ枚数であれば、親とは異なる公差を出してもよいとするルールもある。但し公差は2以上であること。加えて出典ではジョーカーを用いてはならない。
最大公差は3枚組なら6までで、4枚組なら4まで。
トンネル
シークエンスの亜種で、同じスートの3と2を繋げて、それらの何れかに隣接する数字で同じスートを1枚以上、計3枚以上の組み合わせを出せる(例：3♦ 4♦ 2♦)。
この組の数字の強さは何れも通常・革命問わず3を最小とするシークエンスと同じ扱いを受ける。(先程の例では3♦ 4♦ 5♦と同じ強さである。)
3と2はジョーカーで代用できない。
ジョーカーを4～Aに代用する際に、3から繋げた数字には変われるが、2のそれには変われない。つまり実質的にAの代用もできない。
- (例:3♥ 5♥ 2♥+ジョーカーは4♥に変われるのでOK)
- (例:3♣ K♣ 2♣+ジョーカーはA♣に変われないのでNG)

2上がりがそれを含む形で禁止されている場合、3と2を両方含むこの組み合わせでは、通常・革命問わず必ず反則となる。
この組み合わせはハンゲが正式サービス開始間もない時代に可能だった。後に運営がグリッチであることを認め、アップデートによって廃止された。
コンテンツ開発者の意図しないグリッチであったので、この組み合わせの名称は定まっておらず、同社のプレイヤー間で利用された掲示板では『3と2が繋がる階段』等と呼ばれていた。『トンネル』とは同社が配信していた7並べの中の類似したローカルルール名称から。
物資救援
大貧民はカードを出す権利がある時、カードを出す代わりに場札の全てを自分の手札に加えてもよい。
そうした場合、場を流して親になる。
これができるのはゲーム中に1回まで。
大富豪の余裕
大富豪は初手でカードを出してはならない。
ゲリラ兵
最新の場札と同じ数字のカードをより多く持っている時、手札からそれを出してもよい。そうしたのであれば、この方法で出したカードを脇に置き、子は場札よりも同じ数字且つ、より多い枚数のカードしか出せない。
この方法で最後にカードを脇に置いたプレイヤーが親である。それが上がっていた場合、次の席のプレイヤーが親である。
脇に置いたカードは効果を持たない。
階段には出せない。
オーメン中等、何らかの効果を半永久的に失効させる働きがある状況でもこの方法で出せる。
カタパルト
最新の場札と同じ数字のカードを持っている時、手札からそれを出してもよい。
そうした場合、元の場札と今出したカードを組み合わせたカードを最新の場札とする。
この方法で出されたカードの持ち主は、その前にカードを出した者とする。
縛りが利いたカードに組み合わせた時、縛りは解消される。
階段には出せない。
上がった人のカードに付け加えたら、場が流れた時に上がった人の次の席にいるプレイヤーが親である。
場を流す働きを持つ効果のカードが出ていても子はこの方法でカードを出せないが、場を流す効果を妨げるルールを採用しているゲームにおいて、それと同じ数字を出せる。
スペード返しと併用した上で同数のスペードを出した場合、カタパルトとして出した判定を受ける。
オーメン中等、何らかの効果を半永久的に失効させる働きがある状況では出せない。
スペード返し(♠ロスト)
一部の特殊効果を、一枚の時のみ同じ数字のスペードで返すことができる。その特殊効果を持つカードがどのような属性かによってスペードを出せるか否かが決まり、また出せる場合はどのような形で失効させるかが変化する。以下に出典から例を示す。
8切り等の場を流す効果に対してはスペードを出せない。4止めや7カウンターといった効果を遅延させるイベントを採用していても、8に対して8♠を出せない。
5飛び等のスキップ系効果に対しては、一度効果で飛ばした先のプレイヤーが子になる。もしそのプレイヤーが同数のスペードを出したのであれば、元々飛ばされたプレイヤーが次の子である。
9リバース等の席順を逆転させる効果に対しては、時計回りだった方向を効果で反時計回りに変えた後でのプレイヤーが子になる。もしそのプレイヤーが同数のスペードを出したのであれば、時計回りに戻す。
Jバック等の数字の強弱を逆転させる効果に対しては、3<2だった状態を一旦3>2に変えた後で同数のスペードを出せば不等号の向きが更に逆になる。
効果持ちカードのオーナーの手番で完結する効果に対してはスペードで妨げられない。
カタパルトと併用した上で同数のスペードを出した場合、カタパルトとして出した判定を受ける。

#### 特定のカードに効果を持たせるもの
スペ3（スペード3返し）
ジョーカーが1枚で場に出ている時、3♠を出せば流すことができる。「3を3枚まとめ出し」で同じ効果になることもある。
砂嵐（33返し、「3」3枚が最強）
3を3枚同時に出すことに以下のうち何れかの効果が付与される。
- 親子問わず手番さえ与えられていれば、いつでも場札を流すことができる。
- 子が同じ数字の3枚組に対してのみ出せて、そうしたなら場を流せる。
- 子が単独のジョーカーに対してのみ出せて、そうしたなら場を流せる。

ゾンビ
3を3枚出した時、捨て山から任意のカードを1枚選んで、次の番のプレイヤーにそれを渡す。
サルベージ
3を出して場が流れた時、捨て山から任意のカードを1枚選んで自分の手札に加える。階段に3が含まれている時、この効果は生じない。
4止め
4を2枚出すことで8切り1枚に対して阻止することができる。また、8を2枚の8切りの場合は、4を4枚で阻止することができる場合がある。
DEATH
4を3枚出した時、その持ち主を除く全てのプレイヤーは手札から最強のカードを1枚捨てる。
4切り
4を含むカードを出した時、場が流れる。
終焉のカウントダウン
大貧民が4を1枚出した時、4≦n≦10の範囲内で整数を一つ指定する。何れかのプレイヤーがパスする度に指定した数字のカウンターが1減少し、カウントが残り1の時にパスをしたプレイヤーは大貧民になる。
シーフ
4を3枚出した時、左右何れかのプレイヤーを指名する。
指名したプレイヤーが大貧民であれば、指名されたプレイヤーは最強のカード（ジョーカーも含む）を2枚渡す。
指名したプレイヤーが貧民～富豪であれば、指名されたプレイヤーは最強のカード（ジョーカーも含む）を1枚渡す。
大富豪はこの効果を使えない。
サクセスではこの効果を用いる際に利き手が左か右かを訊ねて来るが、4の3枚組の持ち主はこの質問に対して嘘をついてもよい。
死の宣告
4の4枚組を出した際に、プレイヤーを1名指定する。ゲーム終了時までに指名されたプレイヤーがパスをしたとき、そのプレイヤーは次回は大貧民になる。
なお、指名されたプレイヤーは4の4枚組が出た場に限りパスしても、この効果で敗北しない。
5飛び(5スキ(スキップ)、5飛ばし)
UNOに類似したルールで、5を出すと次のプレイヤーの順番を飛ばすことができる。6や10、Kにこの役割を持たせることや、出した枚数分だけ飛ばすことができることもある。
赤い5
シングルの5♥か5♦を出した時、対戦相手を1人指名する。そのプレイヤーと使用者が持つ手札を混ぜてシャッフルし、同じ枚数に配り直す。
使用者と指名されたプレイヤーの合計手札枚数が奇数だった場合、元々手札枚数の多かった方へ1枚多く配る。
5切り
革命中に5を出した時、8切りと同じく場を流す効果を持つ。
5の4枚組はこの効果を持たない。
6切り
革命中に6を出した時、8切りと同じく場を流す効果を持つ。
6の4枚組はこの効果を持たない。
ダミアン
6を3枚出した時、場が流れる迄の間にパスしたプレイヤーはゲームに敗北する。この方法での敗者が複数人いる場合、後にパスしたプレイヤーほど階級が低くなる。
サタン
6を3枚出した時、捨て山から任意のカードを1枚選んで手札に加える。
6戻し
11バック発生中に6を出した時、11バックが解消される。
ろくろ首
2枚出しの時6を2枚出せば、場札を流すことができる。ただし、7,8,9,10,J,Q,K,A,2（革命時は5,4,3）が出ていると無効である。
7渡し
7を出した枚数まで次のプレイヤーに手札から任意のカードを渡すことができる。ゲーム進行に伴い通常は手札は減っていく一方だが、このルールを採用すると増える場面も出てくることになる。5や10にこの役割を持たせる場合もある。
7切り
革命中に7を出した時、8切りと同じく場を流す効果を持つ。
7の4枚組はこの効果を持たない。
7付け
7を出した時、出した枚数に等しい枚数のカードを手札から選んで場に出す。
この方法で出したカードは公にされ、場に影響しない。
黒7
7♠か7♣を含んだ手を出した時、捨て山から出した枚数分、無作為にカードを引いて手札に加える。
何のカードを拾ったかは公開される。
黒い7を最後に出して上がった時は、この効果を無視する。
捨て山の枚数が黒い7を含めた手の総枚数以下である時、この効果を無視する。
7カウンター
8切りが起きた時に7♦を出すと、8切りの効果をキャンセルして場を流さない。
8切りの効果を持った2枚以上の手に対しても7♦を出せる。そうした場合、以降の子はシングルを出せる。
7♦が捨て山あるいはゲーム外部に有っても、8切りの効果を持つカードが場に出る度に、各プレイヤーは正規の手番を迎える。
ラッキーセブン
7を3枚出した時、ゲームに勝利する。
これが出た場では、どのプレイヤーも正規の手番を迎えるがカードを出せない。
8切り（「はちぎり」または「やぎり」）、8切れ、8流し
出している札に8が含まれていれば、その場で場札を流すことができる。シークエンスに8を含む場合も流せるというルールと、8のみを出した場合のみ可能とするルールがある。8ではなく4や6、10、Qにこの役割を持たせることや、別の8や同じマークの10などを出すことで流す権利を取ることができる場合もある。これを適用した場合、8上がり禁止ルールを設ける場合がある。
強化8切り
8を3枚出した時に場を流し、その場に置かれていた全てのカードを捨て山へ移す代わりにゲームから取り除く。この方法で取り除かれたカードはゲーム終了時にデッキへ加えず、次のゲーム以降も使用しない。
9戻し
9を出した時、その枚数に等しい枚数のカードを自分の手札から選び、直前のプレイヤーの手札に加える。
原則出した9の枚数と丁度選んで渡さねばならないが、残りの手札の枚数が9の枚数に満たない場合は手札の全てを渡す。
階段に9を含めた場合はこの効果は起きない。
9とジョーカーのみで構成された手を出した場合、ジョーカーはこの効果を持たない。
9シャッフル
9を2枚出した時、対戦相手の席順を自由に変更してもよい。各対戦相手は指示された席に手札を持ったまま移動する。
次の子は9のペアの持ち主の新たな次の番のプレイヤーとする。
席替えをしない場合、ゲーム終了時の席順を次のゲームへ引き継ぐ。
出典のサクセスでは、人間のプレイヤーがこの効果を使う際に着順が確定したプレイヤーが居ればフリーズする。また、COMがこの効果を使う際に上がっていないプレイヤーに対して着順が確定したプレイヤーの席へ移動させる指示を出すと、新たに着座したプレイヤーが元々居たプレイヤーの着順まで引き継ぐ。そのため、場合にはよっては大貧民が複数居る等のエラーが生じる。
9リバース
これもUNO類似のルールで、9を出すと枚数、マークに関係なくターンの順番が逆になる。7や10やQにこの役割を持たせることもある。
救急車(99車)
2枚出しの時9を2枚出せば、場札を流すことができる。ただし、10,J,Q,K,A,2（革命時は8,7,6,5,4,3）が出ていると無効である。
銀河鉄道
9を3枚出した時、手札から任意のカードを2枚選ぶ。選んだら捨て山から無作為に2枚引いて手札に加える。そうした後で先程この方法で選んだカードを表向きにして脇に置く。脇に置いたカードはゲームに影響を及ぼす効果を持たず、場が流れたらそれらを捨て山へ移す。
捨て山が1枚以下であるか、9の3枚組を出した直後の手札が1枚以下である場合、この効果は生じない。
出典のサクセスでは9の3枚組を出してからこの効果が発生するまでの間に、手札が1枚以下にまで減った場合でも手札から2枚のカードを選ぶ指示が出る。しかし、物理的に無理であるためゲームがフリーズする。
ただし、この効果が発生するまでの間に状況に起因する処理でゲームを終了させる指示が出た場合、銀河鉄道の効果はキャンセルされてフリーズしない。
9賭け(9がけ)
9を出したプレイヤーは他のプレイヤーを指名し、指名されたプレイヤーは9を出したプレイヤーの手札を見ないで一枚選び捨てる。
その後、場札を流す。
この効果は二枚以上でも重複し、一枚ずつ引く人を選べる。
10捨て
10を出した枚数まで手札から任意のカードを捨て山に捨てることができる。10の代わりに7若しくはQにこの役割を持たせた「7捨て」、「Q捨て（俗にQボンバー）」が採用される場合もある。
10飛び
10を出した時、次のプレイヤーの手番を飛ばす。10を2枚以上出しても一律1人飛ばす。
10返し
8のみで構成されたカードで8切りが起きた時にそれと同じスートの10を出すと、8切りの効果をキャンセルして場を流す。
8の複数枚に対しては全て同じスートの10を出すと有効だが、これをジョーカーで代用してはならない。
11バック（イレブンバック、Jバック、バックジャック、Jリターン、Jターン、小革命、一時革命、イレブンジャック、ジャックダウン、ジャックリバース、ジャックリ）
Jを場に出すと、場札が流されるまでカードの強さが一時的に革命が起きた時と同じ状態になる。革命状態の時は一時的に革命が起きていない（2が最も強く、3が最も弱い）状態になる。場が流れると元に戻る。また、Jを3枚出すと、その時のターンと次のターンが一時的に革命状態になる、「強化11(J)バック」が採用されることもある。さらに、これらを適用した場合、11上がり禁止ルールを設ける場合がある。
稀にこの効果が重複して発生するケースが考えられる。その場合、次の番のプレイヤーの判断だけでは大きな数を出せばよいのか、または小さな数にすべきかを裁定できないため、予めJが場に出る度に数字の強さを逆にするのか、あるいは場が流れてからの最初のJにのみ効果が付与されるのかを決めておく。
威厳
J/Q/Kの階段を出した時、場が流れる。
Qボンバー
前述の10捨ての項目とは別ルール。Qを出した者はその枚数の分だけ任意の数字をコールし、各プレイヤーは指定された数字のカードを手札から捨てる。複数回コールをする時は同じ数字を二度コールしてもよい。
この説明だけだと同着のプレイヤーが現れる可能性があるのでそれを解消するため、捨てる順番はまず現在進行ターンを迎えたプレイヤーから行い、その後で次の番に割り当てられたプレイヤーが行う。また、複数回コールがあった場合、数字がコールされた順にカードを捨てていくか、あるいは弱い数字から順に捨てるかの違いがある。
Qラブ
Qを階段以外の組み合わせで出した時、それに等しい枚数のカードを捨て山から見て選んで手札に加える。
そうした後で、子として連続で行動する。
Q解き
縛りが生じている時にQを出すと、縛りの効果が無くなる。スートの縛りだけでなく、数の縛りも解除する。
連続3回で発生する設定の縛りを解除した後、次の子が同じスートのカード(数縛りの場合はK)を出した時、縛りは再発する。
Qを出して縛りの条件を満たしたならば、一旦縛りを発生させた後にその縛りを解除する。
Qリバース
Qを出した時、席順が反対回りになる。以下の派生したスタイルがある。
永続型
次にリバース効果が出るか、ゲームが終わるまでの間、席順が逆になる。
一時型
場が流れるか、次にリバース効果が出るまでの間、反時計回りになる。 スペ2返し
革命状態かつ、ジョーカーが1枚で場に出ている時、2♠を出せば流すことができる。
スペ3返しと併用している場合、そちらの効果は革命中でもオミットされない。
他に2♠へ何らかの効果を持たせており、当効果を発生させたら他の効果は全てオミットされる。
スペ3返しでの上がりを禁じている場合、当効果を用いて上がってもゲームに敗北しない。
ブラッディメアリ
パターン 1
Qを3枚出した時、それの持ち主を除くプレイヤーは手札から最強のカードを2枚捨てる。捨てたカードは表向きにして脇に置き、場が流れたら捨て山へ移す。
手札が1枚のプレイヤーは、それを捨てる。
この方法で複数人の手札が無くなった場合、次の席順のプレイヤーから先に手札を捨てる指示を受けるため、それの着順が高い。
パターン 1 はジャンヌダルクと併用できない。
パターン 2
Qをシングルを除く手で出した時、各対戦相手は手札からジョーカーを全て捨て、ゲーム終了時まで後述するジャンヌダルクを除いた一部のローカルルールを発生させない。
オーメンとほぼ同様に、特定のカードを出したことで発生するイベントがキャンセルされる。
8を出しても8切りは起きない。
縛りはカードを出した時に発生するイベントではないと解釈されているため、条件を満たせば発生する。
禁止上がりは特定のカードが持つイベントと解釈されているため、それで上がってもゲームに勝利する。
カードを出したことを条件としないイベントは発生する。
都落ちは富豪以下の手札が無くなったことが条件であるため、大富豪はゲームに敗北する。
カードの出し方に関する特別な決まりは、これを認める。
階段・エンペラー・等差数列は出せる。
ダウンナンバーは出せる。
スペ3返しや砂嵐は出せる。ただし、場を流す効果はオミットされるので子は手番を迎えるが、場札はジョーカーよりも強い数字として処理される。故に子は全員パスを強いられる。
場札と同じ数字を出してもよいとされる出し方はこれを認める。この方法で同数4枚組が揃った場合、革命が起きる。
ジャンヌダルク
パターン 1
Qを3枚出した時、次の番のプレイヤーは手札から最強のカードを2枚捨てる。
パターン 2
Qをシングルを除く手で出した時、ブラッディメアリのパターン②の状態を解消する。
つまり奇数回目に出たQはブラッディメアリ、偶数回目はジャンヌダルクの効果を持つ。
女装
Qを出したら、その枚数に等しい枚数のKを手札から選んで脇に置く。手札のKの枚数が出したQの枚数よりも少ない場合は、出せる限りのKを出す。場札はQとして扱う。
この方法で脇に置いたKは場に影響を及ぼさず、場が流れたら捨て山へ移す。
階段では発生しない。
Q切り
Qを出すと場が流れる。
このルールは2人用に6～10とジョーカー1枚を削減した、33枚のデッキで用いられていた。
キング牧師
Kを出した時、各プレイヤーは手札から任意のカードを1枚選び、それを直後に居る相手に裏向きで渡す。そうした後で直前から貰ったカードを手札に加える。
席順が時計回りであれば、左のプレイヤーにカードを渡し、右のプレイヤーからカードを貰う。反時計回りではこの方向が逆になる。
王の特権
Kを3枚出すことで左右どちらかと手札を全て交換する。
Re:KING
場の全員がシャッフルされた捨て山からカードが見えない状態で出されたKの枚数だけ引く。捨て山が足りない場合は無効。最後に残ったカードがKだけの場合でもその枚数だけ引かなければならない。
アーサー
Kを3枚出した時、ゲーム終了時までジョーカーの数字としての強さを、10とJの間であるものに変更する。
この状態でジョーカーを他の数字と混ぜて使う場合、場に出したカードは以下の数字に変わる。
数字nと2枚組で出す場合、3≦n≦10であれば、nのペアとして扱う。
数字nと2枚組で出す場合、J≦n≦2であれば、10.5のペアとして扱う。
階段にジョーカーを入れる場合、ジョーカーは持ち主が望む数を持つ。
ネロ
Kを3枚出した時、各対戦相手の手札から任意のカードを1枚選び、それを手札に加える。
具体的には各対戦相手は手札を全てディーラーに預ける。ディーラーはそれらを、
1. スート
2. 対戦相手の席順
3. 数字

の順に分別して並び替えた上で使用者に見せる。ピックされたら残りを元の持ち主に返却する。
K飛び
Kを出した時、次のプレイヤーの手番を飛ばす。以下の派生種がある。
Kを何枚出しても一律1人飛ばす。
出したKの枚数に等しい人数を飛ばす。
Kリバース
Kを出した時、場が流れるか次にリバースが起きるまでの間、席順が反時計回りになる。
闇市
Aを3枚出した時、プレイヤーを1人指定する。自分は任意のカードを2枚選び、指定されたプレイヤーは最強のカードを2枚抜き取って、それらを交換する。
使用者か指名されたプレイヤーのうち、少なくとも一方の手札が1枚であるならば、代わりにそれを差し出す指示を受ける。この方法で手札が一瞬無くなってもゲームに勝利しない。
A税収
自分が子でAを出した時、その直前に出たカードを自分の手札に加える。
そうした後で次のプレイヤーの手番を飛ばす。続けて次の番以降のプレイヤーが全員パスをした時、場は流れずこの効果の使用者が子になる。それもパスした場合は、この効果で飛ばされたプレイヤーが親になる。
子がAで上がったら、この効果は無い。
この効果で拾われたカードは縛りの回数としてカウントされる。(例えば3回連続同じスートが出たら縛りになる設定で、Q♣→K♠→A♠→2♠が出たらスペードの縛りが起きる。)
次期エース
Aを出した後に場が流れた時、場を流したプレイヤーの代わりに、そのAを出していたプレイヤーが親になる。
階段で出してもこの効果は無い。
Aで上がってもこの効果は無い。
場が流れるまでに2名以上のプレイヤーがAを出した場合、後発のAを出していたプレイヤーが親になり、先発は軽視される。
2バック
2を出した時、原則場が流れるまで数字の強さが逆になる。
場が流れなくても11バック等の数字の強さを逆にする効果が起きれば、この効果は終わる。
2での上がりを禁じている場合、通常時・革命中問わず最後の一手で2を出して上がるとゲームに敗北する。
大革命
親の時に2を4枚出すと、革命を起こしつつすぐに上がれる。ほかにもAの3枚を含む革命で同じようにするルールもある。
2での上がりを禁じている場合、これを最後の一手として上がってもゲームに勝利する。
最強キャノン
2の4枚組に加えてジョーカーを2枚、計6枚出すと場を流すことができる。
革命中は2に代わり、3の4枚組を用いる。
暗殺
場に出された2に対して3で返すことができる、返した後場を流す。革命中は3に対して2で返すことができる。

#### 縛り
連続で出されたカードに一定の法則が見られた時、場が流れるまで出せるカードに制限がかかるルールである。縛りがかかるまでの連続数は、2手または3手に設定される。縛りには次のような数々のバリエーションがある。
マーク縛り（しばり、しとみ、ロックスート、スート縛り、ロック、カタメ）
同じマークのカードを連続で出すと場が流されるまでそのマークしか出せなくなる。また、2枚以上同時に場に出ているときに、一部だけ同じマークだった場合、一部のみの縛りを認めるルール（後述）と、完全一致でないと縛りが成立しないとするルールがある。
数字縛り（数縛り、数しば、階段縛り、階段）
1つ上の（革命時には下の）カードしか出せなくなる。例えば4→5と出された場合、次に出せるのは6のみで、その次は7のみとなる。
激縛り（げきしば、激し、激しば、完縛り、完縛）
マーク縛りと数字縛りが同時に起こったもので、例えば4♥→5♥と出された場合、次は6♥しか出せなくなる。したがって、イレブンバックも採用されている場合、10♥に続いてJ♥が出た場合、必然的にジョーカーしか出せない。ただし2枚以上のカードについてマーク縛りが発生しており、全てのマークを一致させる必要があるルールのことを「激しば」と呼ぶこともある。
色縛り
黒縛りの場合、（通常のトランプで）マークが黒のカード（スペードとクラブ）しか出せなくなる。赤縛りは赤のカード（ハートとダイヤ）しか出せなくなる。例4♠→6♣
片縛り（かたしば）
同じ数字が複数枚出された際、1枚でも同じスートのカードを出すと、それ以降に出すカードもそのスートを含んでいなければ出せない。例えば4♠ 4♥→7♥ 7♦と出された場合、以降はハートを含むペアしか出せなくなる。
5色縛り
シングルの5を出した時、その5が持つ色での縛りが生じる。
このルールは他の縛り系列のルールと併用できない。

### 日本大富豪連盟 公式ルール
日本には「日本大富豪連盟」という社団法人が存在しており、地域間のルールのばらつきを解消するため、2011年12月より活動を開始している。同連盟は大富豪の公式なルールを定め、そのルールに基づいた大富豪大会の開催を行っている。2019年10月19日時点で日本大富豪連盟が定めた五大公式ルールは「革命」、「8切り」、「都落ち」、「スート縛り」、「スペ3返し」の5点であり、そこに反則上がりを加えたものが公式なルールとされている。以下に詳細を説明する。

#### ゲームの進行
1つのテーブルにつき3名ないし4名のプレイヤーで行われる。以下は4人用として述べる。
1つのマッチは原則3つのセットからなり、1セットは4ゲームで構成される。つまり、1マッチは原則12ゲームである。
- 『ゲーム』とは手札を配り始めてから、着順が決まって得点が加算されるまでの期間。
- 『セット』とは席決めから始まり、4回のゲームを完了するまでの期間。
- 『マッチ』とはセットを3回行うこと。

マッチ開始時の各プレイヤーの累計得点は0点である。
1マッチの最多得点者をそのテーブルの勝者とする。同点のプレイヤーがいる場合は最終ゲームの着順の早い者を上の順位とする。
ゲーム内で1名を除いた全員に着順が付くとゲーム終了。この時点に入ってようやく先に上がった者に得点が与えられる。
1ゲームの得点は、大富豪が6点、富豪が4点、貧民が2点、大貧民が0点。
なお、各セットの第4ゲームのみ1着は本来の代わりに8点を得る。
この仕様故に、1セットの合計は全員で50点。1マッチは150点である。
1人あたりの最高得点は78点が限界。
セットが終わると階級はリセットされ、全員が平民となる。
各ゲームのカード配布が行われる前であれば、どのプレイヤーもデッキをシャッフルしてよい。
公式大会では進行の遅いテーブルは、審判員の判断により途中でマッチが打ち切られ、現在進行のゲームを最終ゲームとする。それでもなお遅いテーブルはマッチを強制終了し、現在進行のゲームで上がったプレイヤーには得点を加算する。また、上がっていないプレイヤーには一律0点を与える。
マッチは指定された時刻に始まり、指定された時刻に終わる。進行の遅かったテーブルは打ち切れられた時点での累計得点がその大会での記録となる。
マッチが完了していないにもかかわらず逆転不能なまでに点差がついた試合は、その時点でマッチを打ち切られる場合がある。
例えば1位のみ勝ち抜けのラウンドで第2セットが終了した時、プレイヤーAが52点、B～Dが各16点ずつである場合、残り4ゲームだけではB～Dの何れもAに追いつけないので、ここでマッチは終了となる。

#### 席決め・席替え・ブラインドカード
テーブルには番号が振ってあり、4つのスートが書かれている。
ゲームに用いないトランプを卓上に無作為で伏せて置く。各プレイヤーは任意のカードを引き、カードの数字と同じ番号のテーブルの同じスートの席に座る。♠の左隣の席から順に、♥→♦→♣の順に着席する。
公式大会では、参加者全員に会員番号とQRコード入りの名札が配られる。QRコードをカメラで読み込ませた先のURLに自分の会員番号を入力すると、何番のテーブルの何のスートの席に着くのか指示される。これは重複しない無作為の抽選である。
席替えはセットの開始時に行われる。第1セットでは上記の手順で行うが、第2セット以降は各プレイヤーが先程持ってきた席決め用のカードでのみ籤を行う。
♠を引いた者は席決めで使ったカードを回収してゲームから除外し、ジョーカーを2枚、表向きでデッキから取り除く。そうした後で52枚のデッキから無作為に2枚を裏向きでゲームから取り除き、運営から指定された封筒に入れる。その後で2枚のジョーカーをデッキに加えて切り直す。
この方法で取り除いたカードを『ブラインドカード』と呼び、封筒の中身はセットが終わるまで誰も見てはならない。セット終了時にブラインドカードをデッキに入れる。
ブラインドカードを抜き忘れた、あるいは正規ではない方法でブラインドカードを選定して配布を行ったら配り直す。
カードの配布は♠が行う。デッキの一番上のカードを♥に、次は♦→♣→♠の順に配り、これをデッキが底をつくまで配る。
各セットの第1ゲームの先攻権は♠に与えられる。
各セットの第2～4ゲームは大貧民が♠の役を代わりに行う。
席決めの籤で♠が欠員の場合は、代わりに♥がその役割を行う。
本戦の決勝戦のみ、デッキのカット、ブラインドカードの選定、手札の配布は審判が行う。これらの作業はゲームの最中に卓外で行われる。

#### カードの出し方
親は『定められた出し方で任意のカードを手札から出す』か『パス』を選ぶ。
子は『最新の場札よりも強い数字でかつ、同じ出し方で同じ枚数のカードを出す』か『パス』を選択する。
一度パスした者は場が流れるまでカードを出す権利を失う。親でパスした者は次の順番でカードを出すことはできない。
全員が連続して親でパスした場合、一巡した時点での最初の親はカードを出す義務を負う。
最新の場札のオーナーではない子が全員パスをした時、場が流れる。その時、出ているカードは全て裏向きに伏せて捨て札置き場に移動させる。
ルールに背いたカードの出し方を行った場合、そのカードは持ち主の手札に戻り、持ち主はパスしたものとする。これを『ファール』と呼ぶ。
ファールが著しく多かったり、悪意あるファールを行うプレイヤーには審判員から注意・警告・失格処分が下される。
ファールとなるカードが場札にありながらプレイヤーや審判員からの指摘がなく、次の番のプレイヤーがカードを出した場合、そのファールであるはずの場札は有効であると見なし、持ち主の手札に戻らない。
手番ではないプレイヤーが勝手にカードを出したら、そのカードは手札に戻る。そのプレイヤーの手番が来た時にカードを出す権利はある。
手番ではないプレイヤーが勝手にパスしたら、その行動は決定となる。そのプレイヤーの手番が来た時にカードを出す権利は無い。
合法手のカードを出した者はキャンセルできないため、手札に戻らない。
親もしくは子は毎回の行動の選択を6秒以内に行う。6秒を過ぎた場合、行動中ではないプレイヤーはその事を指摘しても良い。指摘されて直ちにカードを出してもその手は有効と見做す。
ただし、大会では審判員は計時しない。故意に時間を超過するプレイヤーには審判員から遅延行為のペナルティを取られる場合がある。
先攻権を有した親は、手札を配り終えてから1分以内に行動を決定する。
手番中に審判員を呼んだ時は計時が止まる。

##### 出し方の種類
- 1枚出し
- 同数複数枚出し（2～6枚まで可。ジョーカーを用いてもよい。子は6枚組に対しては出せない。）
- 階段出し｛3～13枚まで可。子は場札の最小の数字よりも、手札の最小の数字の方が上回っていれば出すことができる（例:場の3/4/5には手札から4/5/6を出せる）。なお、3枚組での最大の数字は、A/2/ジョーカーである。｝

ジョーカーを含む出し方を行う時は、そのジョーカーに割り当てたい数字を選ぶ。階段出しを行う時や、スート縛りが発生している時であれば更にスートも選ぶ。スート縛りが発生していない状態で同数複数枚出しに用いた場合のジョーカーはスートを持たない。

#### カードの交換方法
ゲーム終了時の階級によって次のゲームの配布後に当該プレイヤー間でカードの交換を行う。渡したいカードを選んで裏向きに伏せる動作は全員が同時に行う。
- 大富豪は自分の手札から任意のカードを2枚、テーブルに伏せて置く。
- 富豪は自分の手札から任意のカードを1枚、テーブルに伏せて置く。
- 貧民は自分の手札から最も強いカードを1枚、テーブルに伏せて置く。
- 大貧民は自分の手札から最も強い順にカードを2枚、テーブルに伏せて置く。

上記の動作を各自が終えたら、対象の交換相手から与えられるカードを受け取る。
- 大富豪は大貧民が伏せた2枚を手札に加える。
- 富豪は貧民が伏せた1枚を手札に加える。
- 貧民は富豪が伏せた1枚を手札に加える。
- 大貧民は大富豪が伏せた2枚を手札に加える。

この仕様故に、富豪側は貧民側から与えられるカードを見てから、渡すカードを選ぶことができない。
交換は当事者全員参加の義務がある。富豪側とて、渡したいカードが無くても定められた枚数だけ渡さねばならないし、貧民側から与えられたカードを全て手札に加えねばならない。
貧民側の手中にある富豪側へ渡すべき対象の数字が、定められた枚数よりも多い場合、その数字の中に限り渡すカードの選択権は貧民側にある。
カードの交換に間違いがあった場合は、警告処分とする。
脱税は警告処分。この不正の実行者にはそのゲームの終了後に大貧民の階級が割り当てられる。
複数人が脱税をした場合、実行した全てのプレイヤーをゲームの敗北とする。実行者のうち現在の階級が低い者から順に少ない得点が与えられ、同様に次のゲームでは低い階級が割り当てられる。
大富豪が大貧民にジョーカーを渡す等しておきながら、大貧民の脱税を訴えるも大貧民自身が否認した場合、通報を受けた審判員にその現場を目撃されていないのであれば、そのゲームを失効にしてやり直す。加えてそのゲームでのカードの交換作業のみ審判員が見張る。
見張りのついた交換時に大富豪は大貧民にジョーカーを渡してもよいが、後ほど大富豪が「大貧民がジョーカーを持っているので脱税された。」と訴えた場合は、大富豪に虚偽の申告があった(＝不正)と見なされ警告処分を受ける。
渡すカードを決めていないのに、相手から貰えるカードを手札に加えると警告処分。
手札を配り終えてから1分以内に交換を完了させること。この時間が過ぎたら未完了のプレイヤーに注意を促し、それでも実行されない時は不正と見なし警告処分である。

#### 五大公式ルールと反則上がり
ここではルールの働きの根幹たる説明については省き、前述のローカルルールからどのように派生しているかのみ述べる。
革命
同じ数字を4枚以上出すと即座に『革命』が起こる。
革命が起きている間に同じ数字の4枚以上の組が出ると、「革命返し」として革命が解除される。また、ゲームが終了した時も革命は解消される。
ジョーカーを含めた同じ数字を4枚組として出しても効果は有効である。
4枚以上の階段を出しても革命は起こらない。
大会に当たっては運営からは革命/平常の状態を示すカードが支給される。同数4枚組を出したプレイヤーは直ちにカードを裏返す。この動作を終えた後、次のプレイヤーの番が来る。
このカードは『表(青)＝平常』『裏(赤)＝革命』を意味する。子は丁度今の手番でのカードの向きを確認して最新の場札と手札の数字の大小を比較し、合法手を出す必要がある。
8切り
8を含む階段出しを行った場合は、効果を無効とする。
この効果を発生させた者は、考慮時間が最大の6秒まで回復する。
都落ち
大富豪ではない者が1番に反則ではない上がりをした時、大富豪は手札の全てを裏向きに伏せて捨て札置き場に移動させる。
1ゲーム内に大富豪ではない者が反則上がりをし、かつ都落ちも起きた場合、次回のゲームは先に反則上がりをした者から優先的に低い階級が割り当てられ、元大富豪は残った未割り当ての階級のうち最も低い階級となる。
大貧民が脱税を犯し、かつ都落ちも起きた場合、元大貧民は次回も大貧民に割り当て、もし他に反則上がりをした者がいればそれは次回は貧民となり、元大富豪は残った未割り当ての階級のうち最も低い階級となる。
スート縛り
出したカードのスートとその直前のみの場札のスートとが全て一致した時に発生する。
ジョーカーを含んだカードを出しても縛りは生じない。
ジョーカーを含めた場札に対し、ジョーカーを含まないカードを出しても縛りは発生しない。
すでに縛りが発生している時にジョーカーを含んだ手を出してもよい。ジョーカーはその縛られたスートを持つ。
縛り発生中にファールとなるカードが出ており、更にプレイヤーや審判員からの指摘が無く何らかのカードが出てしまった場合、元のスートでの縛りは解消される。また、ファールのカードのスートと新たに出たカードのスートが同じ場合、そのスートで縛りが生じるものとする。以下はその例。
- 3♦→4♦→5♥→6♥（♦での縛りが解消。♥での縛りが発生）
- 3♦→4♦→5♥→6♦（♦での縛りが解消）
- 3♦→4♦→5♥→6♠（♦での縛りが解消）

スペ3返し
ジョーカーが1枚だけ場に出ている時に、カードを出す権利を失っていないプレイヤーは3♠を出してもよい。出すと場が流れ、3♠を出した者が親である。
♠ではない縛りが生じている時に出ている1枚のジョーカーに対して、これを出してもよい。
反則上がり
プレイヤーが上がる度にチェックが行われ、最後に出したカードに以下の条件を一つでも満たしたプレイヤーは反則と見なされる。
- ジョーカーが含まれていた。
- 革命が起きていない時に、2が含まれていた。
- 革命が起きている時に、3が含まれていた。
- 8のみで構成されたカードで上がった（8を含んだ階段は反則としない）。
- 3♠のみだった（ジョーカーに対して出した物も、そうでない時に出した物も反則とする。複数枚の中に3♠が含まれていた場合は反則としない）。
- 革命が起きていない時に、2の4枚組を出して革命を起こした。
- 革命が起きている時に、3の4枚組を出して革命を解消した。

反則上がりを行ったプレイヤーは次回は大貧民。これが複数名いる場合は先に行った者から順に低い階級を割り当てる。
反則上がりによって出されたカードは場を流す効果を持たない限り、場が流れない。
『ファール』の形で上がった場合は反則とも上がりとも見なさず、出したカードは手札に戻る（例:場の1枚のAに対し、2の2枚組で上がった場合）、（例:8と2とジョーカーの3枚を同時に出して上がった場合）。
反則上がりに該当するカードを出したが、それがファールも兼ねていた場合、持ち主を除くプレイヤーからの指摘がなかったら反則と見做す。ただし、そのカードの持ち主がファールに気付いたら手札に戻しても良い。そうした場合、反則上がりによってゲームに敗北しない。

#### 3人用の変更点
3人で行う場合は4人用を基準に以下の点を変更してマッチを行う。
- 54枚のデッキから全ての♣とジョーカーを2枚抜く。
- ブラインドカードを1枚選び、封筒に入れる。
- 残った38枚のデッキにジョーカーを1枚入れて、それを均等に配る。
- 交換は富豪⇔貧民で1枚。平民は交換無し。
- 1ゲームの得点は、富豪が6点、平民が3点、貧民が0点。更に各セットの第4ゲームのみ、富豪は8点。
  - この仕様故に、1セットの合計は全員で38点。1マッチは114点である。
- 革命は同じ数字3枚以上で発生する。

#### その他の取り決め
デッキ
使用するデッキはバイスクルである。裏面の色は指定されておらず、54枚全て同じ色で統一されていればよい。
マッチ開始時点でバイスクルの開封状態は問われない。カードのダメージに問題が無ければ、次のマッチでもそのデッキを使いまわす。
カードの折れ目や裂け目を発見したプレイヤーはデッキの交換を審判に申し出る事が出来る。ただし、交換後のデッキが未開封であるとは限らない。
手札の枚数
手札の枚数は公開情報である。尋ねられた者は、正直にその時点での手札の枚数を全員に告げる義務を負う。
手番中に大きく時間をかけて手札の枚数を報告した者は遅延行為と見なし警告処分。この方法で手番の開始から7秒以上かけられたとしても、質問者は遅延行為と見なされない。
尋ねられたプレイヤーが虚偽の報告をした場合も警告処分。
尋ねられて手札の背面のみを開示して数えさせただけでは、手札枚数を全員に公開した事にはならない。口頭で答える義務がある。
上がり札
上がったプレイヤーが最後に出したカードは、それが場を流す効果を持たない限り、場が流れない。それで場が流れたら上がった者の次の番のプレイヤーが親である。
マッチの勝敗
マッチの勝者とは、失格者や便宜上テーブルに参加した運営側の人間を除いた最多得点者である。
マッチの失格者とは、審判員から同一テーブル内で警告処分を二度受けたか、退場処分を受けたプレイヤーである。
飲食物
飲食物の持ち込みは会場によって禁止されている場所がある。
休憩
マッチの最中での休憩による中断は出来ない。どうしても休憩したいプレイヤーは席を外しても良いが、席を外している間はパスし続けているものとして処理される。
マッチが完了するか、マッチの節目での休憩は可能。
服装
服装はおしゃれであることが求められる。特に顔を覆い隠すような衣装は失格となる可能性が高い。
ルールの適用度合い
予選と本戦では審判員の判定の厳しさが異なる。そのため、予選では上記の取り決めの全てが厳密に行われる訳ではなく罰則規定も緩まる傾向にあり、軽微な違反者には他のプレイヤー全員の許可が下りれば見逃して貰える場合もある。

#### 制定の背景
日本大富豪連盟の関係者は、2019年のねとらぼの取材に対し、ローカルルールの内容の精査や認知度のヒアリング等を行い、競技大会としてふさわしいルールを制定したと話している。ローカルルールの除外理由としては「ゲームの複雑化」、「認知度の低さ」、「運要素が強すぎる」などを挙げており、たとえば「オーメン」は認知度の低さを理由として公式ルールから外されたほか、「階段革命」はスートの複雑化の回避の観点から外されている。